# Claudine Chavannes-Mazel
Claudine Albertine Chavannes-Mazel ('s-Gravenhage, 7 januari 1949) is een Nederlands kunsthistorica en hoogleraar emeritus kunstgeschiedenis van de middeleeuwen aan de Universiteit van Amsterdam.

## Biografie
Mazel werd geboren als lid van de patriciaatsfamilie Mazel. Ze is een dochter van advocaat en Shell-directeur Willem Hendrik Agathe Mazel (1908-1997) en diens eerste vrouw Margaretha Catharina Schoch (1909-1954), kunsthistorica en lerares aan de Academie van Beeldende Kunsten in Den Haag, over wie Mazel in 2004 een biografie schreef. Mazel was van 1972 tot 1996 getrouwd met journalist Marc Chavannes (1946-2024). Later was ze de levenspartner van Evert van Uitert, hoogleraar moderne kunst aan de UvA tot zijn dood in 2021.
Prof.dr. Mazel promoveerde in 1988 te Leiden op een proefschrift over een boekhistorisch onderwerp: The Miroir historial of Jean le Bon. The Leiden manuscript and its related copies. Gedurende haar hele loopbaan zou ze zich bezighouden met boekhistorische onderwerpen waarvan de uitgave en tentoonstelling rond de Rijmbijbel uit de collectie van het Museum Meermanno van Jacob van Maerlant uit 2008 de meest recente is; door een restauratie waarbij het hele manuscript uit elkaar gehaald kon worden, was nauwkeurige bestudering en publicatie over het manuscript mogelijk. In 2016 volgde de publicatie Groene Middeleeuwen, samen met andere auteurs. Een tweede druk volgde in 2019, en een Engelse editie bij Amsterdam University Press in 2023 (The Green Middle Ages, ook in Open Access leverbaar).
Sinds 1993 was Chavannes-Mazel hoogleraar aan de UvA. Haar afscheidsrede hield zij op 13 maart 2014 onder de titel Langs lange lijnen, of: heen en weer in de kunstgeschiedenis.

## Bestuursfuncties
- Regent van de M.A.O.C. Gravin van Bylandt Stichting (1999-)
- Voorzitter van De Gijselaar-Hintzenfonds (2005-)
- Voorzitter van de Vereniging van Nederlandse Kunsthistorici (2008- 2014)